# 귀도 데마르코

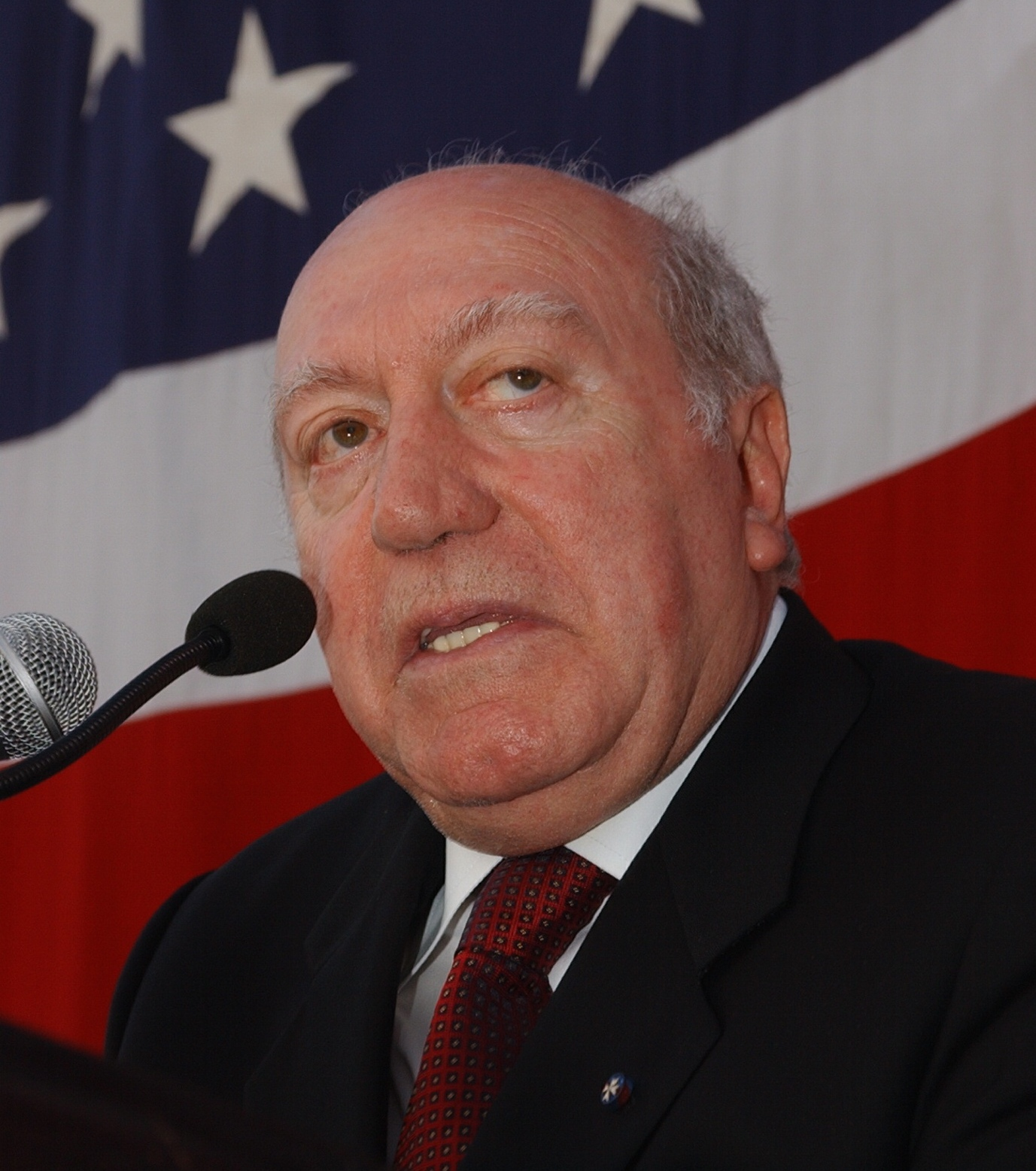
기도 데마르코

귀도 데마르코(몰타어: Guido de Marco, 1931년 7월 22일 ~ 2010년 8월 12일)는 몰타의 정치인이다. 1999년부터 2004년까지 몰타의 대통령으로 재임했다. 저명한 정치가이자 국회의원이었던 데 마르코는 부총리, 내무부 장관, 법무부 장관, 외교부 장관으로도 활동했었다.
몰타가 유럽 연합에 가입 할 수 있도록 일조하였으며 1990년 제45차 유엔 총회 의장, 2005년 영국 연방 재단(Commonwealth Foundation) 회장으로 선출되었다. 명성있는 범죄 변호사로서 데 마르코는 1980년대 몰타의 랜드마크 사건의 상당을 변호했었다.

## 참고
1. ↑  The Malta Independent 보관됨 2012-03-01 - 웨이백 머신,2010년 8월 15일 확인함